# Deutsches Langschan
Deutsches Langschan ist eine Hühnerrasse, die Ende des 19. Jahrhunderts aus den Croad-Langschan unter Einbeziehung anderer Hühnerrassen erzüchtet wurde.

## Merkmale
Beim Deutschen Langschan handelt es sich um ein hoch gestelltes Huhn mit einem langen und gestreckten Körper. Es hat eine etwas nach vorne geneigte Haltung mit einer aufsteigenden Rückenlinie. Der Rumpf ist kräftig und voll und bleibt über die ganze Länge gleich breit. Die Langschan verfügen über eine sehr tiefe, breite und gewölbte Brust. Auf dem recht kleinen Kopf sitzt ein ebenfalls kleiner Kamm, welcher gerade und stehend ist.
Die Deutschen Langschan sind wie ihre Vorfahren, die Croad-Langschan, gute Zwiehühner. Sie überzeugen mit einer Legeleistung von 160 Eiern im ersten und 120 Eiern im zweiten Jahr. Ihre stroh- bis braungelben Eier wiegen ca. 58 Gramm. Die Ringgröße ist beim Hahn 22 und bei der Henne 20.
Zur Erzüchtung dieser Rasse wurden u. a. Minorka verwendet.
Es gibt die deutsche Langschan in den Farben schwarz, blau-gesäumt, weiß und braunbrüstig.

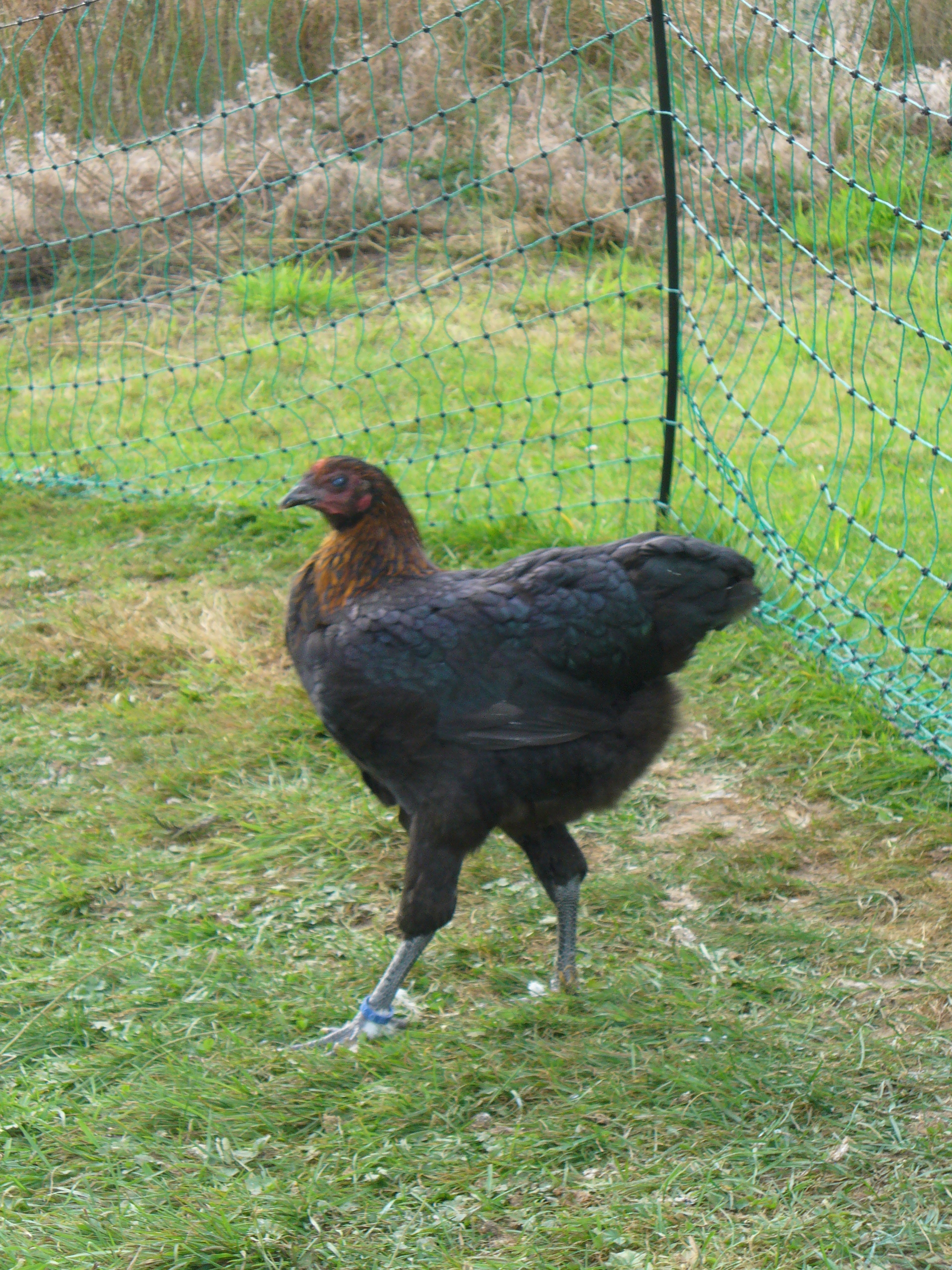
Junge Henne im Farbschlag braunbrüstig

## Bestand und Gefährdung
Das Deutsche Langschan ist selten und gilt als gefährdete Haustierrasse. Der BDRG sowie die GEH haben die Rasse in der Roten Liste der gefährdeten Nutztierrassen 2013 in die höchste Gefährdungsklasse I (extrem gefährdet) eingestuft. Danach gab es 2009 in Deutschland nur noch 104 Hähne und 407 Hennen.